# Сила (албум)
Сила је пети студијски албум српске рнб и хип-хоп певачице  Николије објављен 25. априла 2025. године за издавачку кућу Мејд ин Балкан. Албум је најављен месец дана раније песмом Другови будале коју је за Николију радила Теја Дора, а гости у споту су били Филари и певачице из групе Харем грлс. Албум се састоји од 11 песама и урађени су музички спотови за 8 песама и видео садржаји за три, и објављени на јутјуб каналу продуцентске куће. Песма Бутик је колаборација са реперима 8нула8 и Еевке.

## Списак песама
| №   | Назив          | Трајање |  |
| 1.  | Свим силама    | 3:01    |  |
| 2.  | Афера          | 3:00    |  |
| 3.  | Безобразлук    | 2:19    |  |
| 4.  | Другови будале | 2:27    |  |
| 5.  | Берлинер       | 2:19    |  |
| 6.  | Само мене љуби | 2:46    |  |
| 7.  | Малена         | 2:52    |  |
| 8.  | Инферно        | 2:46    |  |
| 9.  | Сигуран у зло  | 2:57    |  |
| 10. | Бутик          | 2:26    |  |
| 11. | Баксуз         | 2:17    |  |

## Извори
1. ↑  „Sila by Nikolija”. Genius (на језику: енглески). Приступљено 2025-05-01.
2. ↑  „Nikolija o svom najzrelijem albumu do sada - Sila 2025” (на језику: српски). 2025-04-25. Приступљено 2025-05-01.